# Chakasové

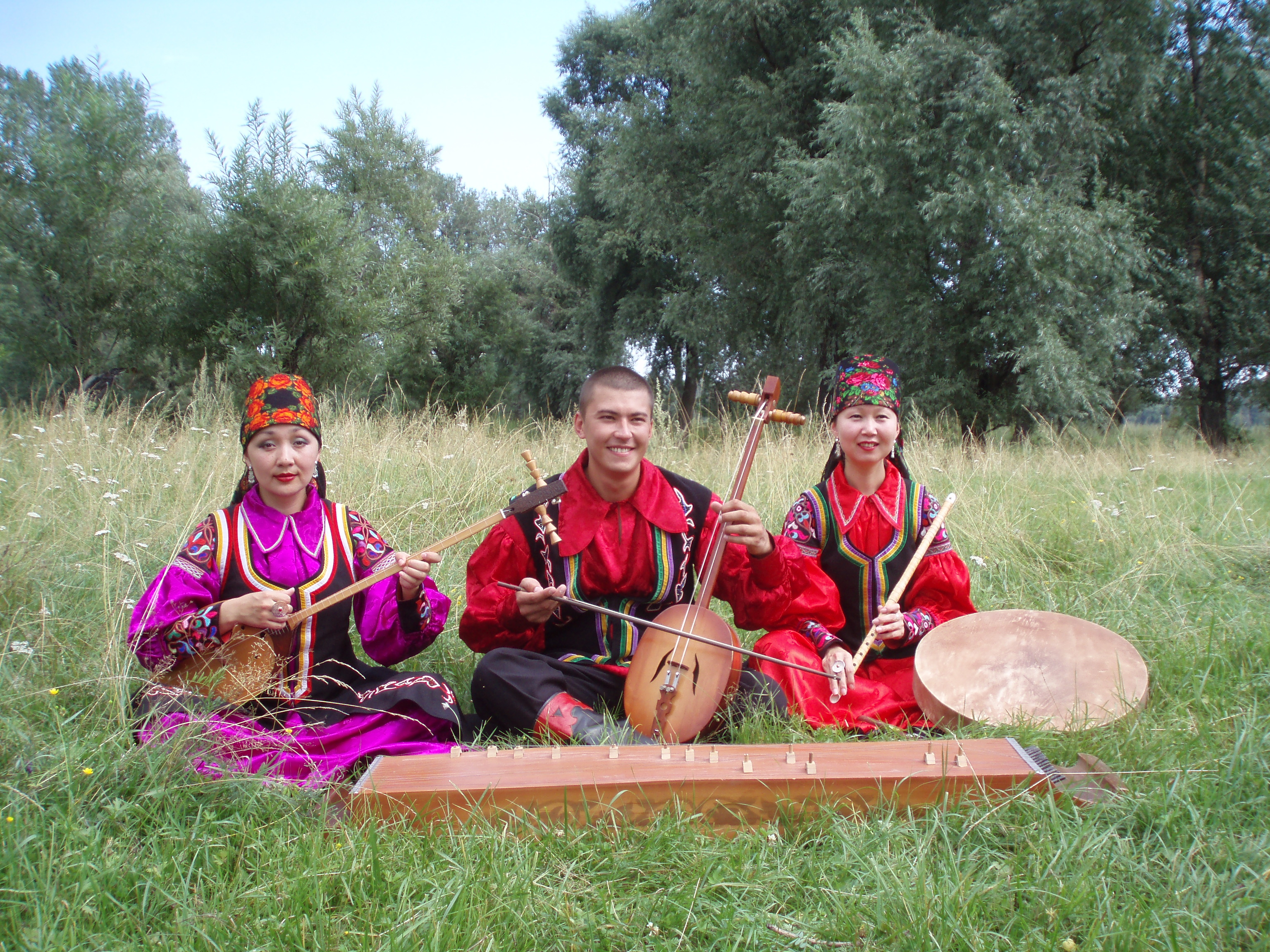
Chakasové na louce s hudebními nástroji

Chakasové, zastarale Minusinští Tataři či Abakanští Tataři (vlastním jménem Тадарлар, Tadarlar), jsou turkický národ, žijící na Sibiři. Jejich počet se odhaduje na přibližně 80 tisíc osob.

## Rozšíření, způsob života a vyznání
Chakasové žijí převážně v Ruské federaci, a to zejména v Republice Chakasie, kde tvoří přibližně 12 % obyvatelstva. Žijí též v Republice Tuva a Krasnojarském kraji.
Tradičním způsobem obživy Chakasů bylo a zčásti zůstává kočovné a polokočovné pastevectví koní, ovcí a skotu, lov, sběr jedlých rostlin, doplňkově i zemědělství, zvláště pěstování ječmene. Tradicně žijí v jurtách nebo v domcích ze dřeva a hlíny.
Chakasové byli v Ruském impériu úředně považováni za pravoslavné. Ve skutečnosti většina vyznávala šamanismus.

## Etnogeneze
Počátek etnogeneze Chakasů (soudobý čínský název Čchien-kchun) se datuje do 17. až 18. století. Míšením Jenisejských Kyrgyzů a dalších turkických kmenů s částmi samodijských a ketských kmenů došlo tehdy k vytvoření územně kmenových skupin Kačiňanů, Sagajců, Kyzylců, Kojbalců, Beltirů a dalších. V 18. až 19. století se z těchto skupin vytvořila jedna etnická skupina, která se na počátku 20. století zformovala v národnost.